# Braddock (Pennsylvanie)
Pour les articles homonymes, voir Braddock.
Braddock est un borough situé dans le comté d'Allegheny, en Pennsylvanie, aux États-Unis,. En 2010, il comptait une population de 2 159 habitants. Il est incorporé le 8 juin 1867,. Le borough est baptisé en mémoire du général Edward Braddock.

## Démographie
Lors du recensement de 2010, le borough comptait une population de 2 159 habitants. Elle est estimée, en 2018, à 2 116 habitants.
| Groupe            | Braddock | Pennsylvanie | États-Unis |
| ----------------- | -------- | ------------ | ---------- |
| Afro-Américains   | 72,7     | 10,9         | 12,6       |
| Blancs            | 22,9     | 81,9         | 72,4       |
| Métis             | 0,9      | 1,9          | 2,9        |
| Amérindiens       | 0,7      | 0,2          | 0,9        |
| Autres            | 6,8      | 5,1          | 7,2        |
| Total             | 100      | 100          | 100        |
|                   |          |              |            |
| Latino-Américains | 1,9      | 5,7          | 16,7       |

Selon l’American Community Survey, pour la période 2011-2015, 95,40 % de la population âgée de plus de 5 ans déclare parler l'anglais à la maison et 1,41 % déclare parler l'espagnol, 0,78 % le français, 0,68 % l'italien, 0,68 % l'allemand et 1,05 % une autre langue.